# 厄瓜多尔斑尾蜂鸟
，是雨燕目蜂鸟科的一种鸟类。
厄瓜多尔斑尾蜂鸟体重约2.8克，翼长约50毫米，嘴峰长约19毫米，喙宽度约2毫米，喙厚度约1.9毫米，跗蹠长约5.2毫米，尾长约31毫米。厄瓜多尔斑尾蜂鸟在其分布区内为留鸟，其栖息在密集的高大树木组成的森林中，食性为草食性，主要食物来源是植物的花蜜。
厄瓜多尔斑尾蜂鸟分布于在哥伦比亚南部、厄瓜多尔东部和秘鲁北部的山麓地区。该物种是单型物种，没有亚种分化。